# Time Is Tight
Time Is Tight är en instrumental soullåt inspelad och skriven av Booker T. & the M.G.'s 1968. Låten skrevs för filmen Uptight som gruppen spelade in musik till. I februari 1969 släpptes låten på singel i en något omarbetad version, singelversionen går i ett långsammare tempo och är två minuter kortare än albumversionen. I USA blev den gruppens näst största singelhit efter 1962 års "Green Onions", och den nådde även listplaceringar i flera europeiska länder. I Sverige var det gruppens enda låt att nå placering på Tio i topp-listan.
Låten spelades senare in av The Clash och kom med på det för den nordamerikanska marknaden exklusiva albumet Black Market Clash 1980. Den har även spelats in av The Shadows på albumet XXV 1983. Låten förekommer även kort i filmen The Blues Brothers från 1980.

## Listplaceringar
| Lista (1969)   | Position              |
| -------------- | --------------------- |
| Australien     | 15 (Go Set)           |
| Irland         | 12                    |
| Kanada         | 8 (RPM)               |
| Nederländerna  | 7                     |
| Spanien        | 13                    |
| Storbritannien | 4                     |
| Sverige        | 11 (Kvällstoppen)     |
| Sverige        | 8 (Tio i topp)        |
| USA            | 6 (Billboard Hot 100) |
| Vallonien      | 36                    |
| Västtyskland   | 31                    |